# Ordre national du Bénin
L'ordre national du Bénin est un ordre honorifique béninois qui récompense le mérite personnel et les services rendus à la nation béninoise, dirigé par la grande chancellerie de l'ordre national du Bénin.

## Historique
L'ordre national du Dahomey est créé par la loi no 60-26 du 21 juillet 1960 et remplacé par l'ordre national du Bénin le 26 février 1986,.

## Composition
L'ordre comporte 3 grades et 2 dignités :

### Dignités
- Grand-croix
- Grand officier

### Grades
- Commandeur
- Officier
- Chevalier

## Insignes
| Chevalier | Officier | Commandeur | Grand officier | Grand-croix |
| --------- | -------- | ---------- | -------------- | ----------- |
|           |          |            |                |             |

## Liste partielle de récipiendaires

### Chevaliers
- Alexis Chermette, géologue français (1966)[4].
- Abdou Serpos Tidjani, archiviste béninois (1964)[5].
- Maxime-Léopold Zollner de Medeiros, diplomate béninois (1970)[6].

### Officiers
- Adrien Degbey, homme politique dahoméen (1967)[7].
- Albert Malbois, prélat catholique français (1963)[8].
- Émile Poisson, homme politique béninois (1963)[9].
- Charles-Henry Rochat, médecin suisse (2014)[10].

### Commandeurs
- Sakinatou Abdou Alfa Orou Sidi, économiste et femme politique béninoise (2010)[11].
- Irina Bokova, femme politique bulgare (2012)[12].
- Michael August Blume, prélat catholique américain (2013)[13].
- Francis Covi, enseignant et homme politique béninois (1963)[9].
- Arlette Dagnon Vignikin, diplomate béninoise (2014)[14].
- Jean-Philippe Douin, militaire français (1997)[15].
- Robert Gbian, militaire et homme politique béninois.
- Reckya Madougou, femme politique béninoise (2012)[16].
- Jean-Louis Roy, historien et diplomate canadien (1998)[17].
- Christophe Soglo, militaire et président de la république du Dahomey (1961)[18].
- G. G. Vikey, compositeur et interprète béninois (2010)[19].

### Grands officiers
- André Vingt-Trois, archevêque de Paris (2011)[20].
- Augustin Azango, journaliste et homme politique dahoméen (1967)[7].
- Wilfrid Baumgartner, homme politique français (1961)[21].
- Robert Buron, homme politique français (1961)[21].
- Jacques Chaban-Delmas, président de l'Assemblée nationale française (1961)[21].
- Maurice Couve de Murville, diplomate et homme politique français (1961)[21].
- Michel Debré, homme politique français (1961)[21].
- Éric de Carbonnel, homme politique français (1961)[21].
- Joseph Fontanet, homme politique français (1961)[21].
- Jean Foyer, homme politique français (1961)[21].
- Roger Frey, homme politique français (1961)[21].
- Georges Galichon, homme politique français (1961)[21].
- Maurice Glèlè-Ahanhanzo, président de la Haute Cour de justice (2003)[22].
- Donald Kaberuka, économiste rwandais (2015)[23].
- André Malraux, écrivain et homme politique français (1961)[21].
- Pierre Messmer, homme politique français (1961)[21].
- Clotilde Médégan-Nougbodé, magistrate béninoise (2006)[24].
- Gaston Monnerville, homme politique français (1961)[21].
- Mohamed Mzali, homme politique tunisien (1986)[25].
- Lucien Paye, homme politique français (1961)[21].
- Élisabeth Pognon, magistrate béninoise (1996)[26].
- Christine Ouinsavi, chercheuse en biologie forestière et femme politique béninoise (2021)[27].
- Maximilien Quénum, écrivain et homme politique dahoméen et français (1972)[28].
- Daniel Tawéma, fonctionnaire et homme politique béninois (2009)[29].
- Li Xiannian, homme politique chinois (1986)[30].
- Zhao Ziyang, homme politique chinois (1986)[30].
- Maxime-Léopold Zollner de Medeiros, diplomate béninois (2000)[31].

### Grand-croix
- Ahmadou Ahidjo, président de la république du Cameroun (1963)[8].
- Mahmoud Ahmadinejad, président de la république islamique d'Iran (2013)[32].
- Justin Ahomadegbé, homme politique et président du Conseil présidentiel du Dahomey (1964)[33].
- Ahmed Mohammed Ali Al-Madani (en), universitaire saoudien (2013)[34].
- Sourou Migan Apithy, président de la république du Dahomey (1964)[n 1].
- Ernest Bai Koroma, président de la république de Sierra Leone (2014)[35].
- Ousmane Batoko, magistrat et homme politique béninois (2011)[36].
- David Ben Gourion, homme politique et fondateur de l'État d'Israël (1961)[37].
- Yitzhak Ben-Zvi, homme politique et président de l'État d'Israël (1961)[37].
- Giuseppe Bertello, cardinal italien (2013)[38].
- Omar Bongo, président de la république du Gabon (1971)[39].
- Habib Bourguiba, président de la république de Tunisie (1986)[25].
- Carla Bruni, première dame de France (2010)[40].
- Muhammadu Buhari, président de la république fédérale du Nigeria (2015)[41].
- George W. Bush, président des États-Unis d'Amérique (2008)[42].
- Federico Callori di Vignale, prélat italien (1962)[43].
- Amleto Cicognani, cardinal italien (1962)[43].
- Blaise Compaoré, président de la république du Burkina-Faso (2010)[44].
- Tahirou Congacou, président de la république du Dahomey (1991)[45].
- David Dacko, président de la république de Centre-Afrique (1963)[8].
- Luiz Inácio Lula da Silva, président de la république du Brésil (2013)[46].
- Idriss Déby, président de la république du Tchad (2011)[47].
- Charles de Gaulle, militaire et président de la République française (1961)[21].
- Angelo Dell'Acqua, prélat catholique italien et vicaire général de Rome (1962)[43].
- Angelo de Mojana di Cologna, grand maître de l'ordre souverain de Malte (1974)[48].
- Paul-Émile de Souza, président de la république du Dahomey (1991)[45].
- Hamani Diori, président de la république du Niger (1963)[8].
- François Duvalier, président de la république d’Haïti (1962)[49].
- John Dramani Mahama, président de la république du Ghana (2013)[50].
- Gnassingbé Eyadema, président de la république du Togo (1970)[51].
- Soleimane Frangié, président de la république du Liban (1972)[52].
- Bernardin Gantin, cardinal béninois (1971)[53].
- Antoine Ganyé, prélat catholique béninois (2014)[54].
- Maurice Glèlè-Ahanhanzo, président de la Haute Cour de justice (2008)[55].
- Faure Gnassingbé, président de la république du Togo (2011)[56].
- Joseph Gnonlonfoun, magistrat et homme politique béninois (2009)[57].
- Yakubu Gowon, président de la république du Nigeria (1970)[58].
- Nicolas Grunitzky, président de la république du Togo (1963)[8].
- Tarja Halonen, présidente de la république de Finlande (2009)[59].
- François Hollande, président de la République française (2015)[60].
- Félix Houphouët-Boigny, président de la république de Côte d'Ivoire (1963)[8].
- Adrien Houngbédji, homme politique béninois (2000)[61].
- Louis Ignacio-Pinto, avocat, diplomate et homme politique béninois (1971)[62].
- Kim Il-sung, président de la république populaire démocratique de Corée (1976)[63].
- Michaëlle Jean, femme d'État canadienne (2015)[64].
- Ellen Johnson Sirleaf, présidente de la république du Libéria (2009)[65].
- Goodluck Jonathan, président de la république fédérale du Nigéria (2010)[66].
- Donald Kaberuka, économiste rwandais (2015)[67].
- Mouammar Kadhafi, dirigeant de la Jamahiriya arabe libyenne (2000)[68].
- Joseph Kasa-Vubu, président de la république du Congo (1963)[8].
- Modibo Keïta, président du Conseil du gouvernement, chef de l’État de la république du Mali (1962)[69].
- Mathieu Kérékou, militaire et président de la république du Bénin (1972)[n 1],[70].
- Ban Ki-moon, homme politique sud-coréen (2010)}[71].
- Horst Köhler, président de la république fédérale d'Allemagne (2004)[72].
- Sangoulé Lamizana, militaire et président de la république de Haute-Volta (1970)[51].
- Heinrich Lübke, président de la république fédérale d'Allemagne (1969)[73].
- Hubert Maga, président de la république du Dahomey (1960)[n 1].
- Chabi Mama, homme politique béninois (2010)[74].
- Léon Mba, président de la république du Gabon (1963)[8].
- Clotilde Médégan-Nougbodé, magistrate béninoise (2008)[55].
- Mario Nasalli Rocca di Corneliano, cardinal italien (1962)[43].
- Théophile Nata, homme politique béninois (2010)[74].
- Olusegun Obasanjo, président de la république fédérale du Nigeria (1979)[n 2],[75].
- Teodoro Obiang Nguema Mbasogo, président de la république de Guinée équatoriale (2009)[76].
- Barthélémy Ohouens, militaire et homme politique béninois (1987)[77].
- Alassane Ouattara, président de la république de Côte d'Ivoire (2013)[78].
- Conceptia Ouinsou, juriste et femme politique béninoise (2008)[55].
- Moktar Ould Daddah, président de la Mauritanie (1963)[8].
- Macky Sall, président de la république du Sénégal (2013)[79].
- Antonio Samorè, cardinal italien (1962)[43].
- Robert Sarah, prélat catholique guinéen (2015)[80].
- Denis Sassou-Nguesso, président de la république du Congo (2011)[81].
- Christophe Soglo, militaire et président de la république du Dahomey (1963)[n 1].
- Nicéphore Soglo, président de la république du Bénin (1991)[n 1],[82].
- Patrice Talon, président de la république du Bénin (2016)[n 1],[83].
- Albert Tévoédjrè, homme politique béninois (2009)[84].
- François Tombalbaye, président de la république du Tchad (1963)[8].
- Philibert Tsiranana, président de la république de Madagascar (1963)[8].
- William Tubman, président de la république du Libéria (1966)[85].
- Herman Van Rompuy, homme politique belge (2014)[86].
- Romain Vilon Guézo, homme politique béninois (1990)[87].
- Deng Xiaoping, président de la Commission militaire centrale du Parti communiste chinois (1986)[30].
- Maurice Yaméogo, président de la république de Haute-Volta (1963)[8].
- Thomas Boni Yayi, président de la république du Bénin (2006)[n 1],[88].
- Émile Derlin Zinsou, président de la république du Dahomey (1968)[n 1].